# Вискеманн, Элизабет
Элизабет Вискеманн (англ. Elizabeth Meta Wiskemann; 13 августа 1899, графство Кент, Англия — 5 июля 1971, Лондон) — британская журналистка и историк.
Родилась в семье немца-эмигранта и англичанки.
Окончила Кембридж (1921) по истории. Подготовила докторскую диссертацию, однако по результатам защиты была удостоена лишь степени магистра словесности (MLitt).
С 1930 года политический обозреватель в Берлине, писала, в частности, для «New Statesman». Обличала нацизм. В 1936 году арестована гестапо и на следующий год выслана из страны.
В 1938 году опубликовала свою первую книгу «Czechs and Germans» (Чехи и немцы). Уже на следующий год появилась её вторая книга «Undeclared War» (Необъявленная война).
В годы войны помощник пресс-атташе британского посольства в Швейцарии.
В 1958-61 гг. именной профессор международных отношений Эдинбургского университета, стала первой в его истории профессором-женщиной, в честь чего на территории университета установлена мемориальная доска.
Она не переизбиралась на занимаемой в Эдинбурге кафедре по собственному желанию, из-за проблем со зрением, которые впоследствии лишь усугубились, что станет причиной её ухода из жизни.
В 1961—1964 годах тьютор современной истории Университета Сассекса.
В 1965 году удостоилась почётной докторской степени Оксфорда.
Покончила жизнь самоубийством.
Замужем не была.